# Pangrapta adusta
Pangrapta adusta är en fjärilsart som beskrevs av John Henry Leech 1900. Pangrapta adusta ingår i släktet Pangrapta och familjen nattflyn. Inga underarter finns listade i Catalogue of Life.